# Paul Seidel (Radsportler)
Paul Seidel (* 11. Januar 1913 in Linden-Limmer; † 11. Juni 1940 in Reims) war ein deutscher Radrennfahrer.

## Sportliche Laufbahn
Seidel war von 1938 bis 1939 Berufsfahrer im deutschen Radsportteam Wanderer.
1938 bestritt er die Tour de France in der deutschen Nationalmannschaft und schied auf der 8. Etappe aus. 
In der Deutschland-Rundfahrt wurde er 1939 25. der Gesamtwertung. 1938 war er ausgeschieden.